# ام‌اس آنا مارین
ام‌اس آنا مارین (به انگلیسی: MS Anna Marine) یک کشتی است که طول آن 155 m می‌باشد. این کشتی در سال ۱۹۷۵ ساخته شد.